# Amorphochilus schnablii
El Murciélago de Schnabel (Amorphochilus schnablii) es una especie de murciélago perteneciente a la familia Furipteridae. 

## Descripción
Como la mayoría de los murciélagos es un animal nocturno. Se caracteriza por poseer un pelaje gris-azulado y patagio negruzco (su uropatagio es completo). Presenta un dedo pulgar reducido, no funcional. Se alimenta de pequeños insectos como mosquitos, mariposas y moscas.
En la cabeza tiene grandes orejas en forma de embudo, y sobre la nariz un apéndice similar a una pequeña hoja.

## Hábitat
Vive en grupos, prefiriendo los lugares rocosos y cuevas para descansar. 
Se encuentra en el norte de Chile, oeste del Perú y oeste de Ecuador.